# Печењага (Тулћа)
Печењага (рум. Peceneaga) насеље је у Румунији у округу Тулћа у општини Печењага. Oпштина се налази на надморској висини од 13 m.

## Становништво
Према подацима из 2002. године у насељу је живело 2051 становника, од којих су сви румунске националности.